# Hemilophia
Hemilophia es un género con cuatro especies de plantas de flores de la familia Brassicaceae. 

## Especies seleccionadas
- Hemilophia franchetii
- Hemilophia pulchella
- Hemilophia rockii
- Hemilophia sessilifolia